# Дей-трейдинг
Дей-тре́йдинг (англ. day trading) — спекулятивная торговля на бирже в течение торгового дня без переноса открытых позиций на следующий день. Термин Дей-трейдинг относится к стратегии, при которой применяются исключительно внутридневные операции, при которых длительность владения ценными бумагами обычно составляет от пары минут, до нескольких часов. Многие трейдеры могут использовать несколько стратегий одновременно, одной из которых бывает проведение внутридневных операций.
Изначально однодневная торговля применялась исключительно финансовыми компаниями и профессиональными спекулянтами. Такой торговлей занимались работники банков и инвестиционных фирм. Однако, с распространением электронной торговли и маржинальной торговли, данный вид деятельности популяризируют среди индивидуальных непрофессиональных трейдеров.
Обычно для повышения доходности операций используется маржинальная торговля, что приводит к увеличению рисков. Для внутридневных сделок характерна опора больше на технический анализ, нежели на фундаментальный анализ.
Однодневная торговля для частных лиц разрешена в США с 1996 года. На 2000 год на бирже NASDAQ внутридневные сделки частных лиц оценивались примерно в 15 %.
При этом более 70 % частных однодневных трейдеров теряли деньги в ходе своей деятельности, согласно исследованию North American Securities Administrators Association 1999 года.
С конца 1990-х существовали сотни фирм, предоставлявшие доступ к торгам и маржинальной торговле и обучавшие своих клиентов внутридневной торговле. В отличие от традиционных компаний-брокеров, эти фирмы пропагандировали активную торговлю в качестве стратегии или инвестиционной программы, а также продавали курсы, обучающие такой деятельности. Для покрытия будущих убытков, клиентам зачастую требовалось предварительно внести значительный депозит, в пределах которого и происходили их потери.
По мнению Eddy Elfenbein, с развитием алгоритмической и высокочастотной торговли в 2000-х, при котором компьютеры стали проводить сделки на миллисекундных масштабах времени, стратегия внутридневных спекулятивных торгов для неспециалистов безнадежно устарела и люди больше не могут конкурировать в краткосрочных операциях и спекуляциях с высокопроизводительными алгоритмами.